# Yoshikazu Giga
Yoshikazu Giga (Tóquio) é um matemático japonês. É professor da Universidade de Hokkaido.
Estudou na Universidade de Tóquio, onde obteve um doutorado.
Foi palestrante convidado do Congresso Internacional de Matemáticos no Rio de Janeiro (2018: On large time behavior of growth by birth and spread).